# شانک‌ماهی سرخ
شانک‌ماهی سرخ (نام علمی: Pagrus pagrus) نام یک گونه از تیره شانک‌ماهیان است.